# Langard
 (septembre 2015).
Un langard,est un brigantin ou un brick senau à deux mâts, qui porte, outre sa voile de brigantine, une grande voile carrée au grand mât, appelée « voile de langard » au XVIIIe siècle. Le gui est plus court pour faciliter la manœuvre. 
Il s'agit donc en tout état de cause d'un navire portant un gréement très proche de celui d'un brick. 